# 東満総省
東満総省（とうまん-そうしょう）は、満洲国にかつて存在した省。

## 歴史
1943年10月1日、満洲国政府は国防強化のために牡丹江省、東安省、間島省を統合し東満総省を設置し、省会を牡丹江市に設置した。
1945年5月28日、東満総省が廃止となり、間島省及び、旧牡丹江省及び東安省を統合した東満省に分割された。

## 行政区画
東満総省は3区域に区分された。
- 間島:間島市、延吉県、汪清県、和竜県、琿春県、安図県
- 牡丹江:牡丹江市、綏陽県、東寧県、穆棱県、寧安県
- 東安:東安市、密山県、鶏寧県、虎林県、林口県、宝清県、饒河県、勃利県

## 設置
1943年10月、満洲国政府により東満総省が新設される。

## 廃止
1945年5月、東満総省が廃止され、間島省及び東満省に分割される。

## 歴代省長
特記なき場合『世界諸国の制度・組織・人事 : 1840-2000』による。
- 三谷清：1943年10月1日 - 1945年6月1日（廃止）